# Иггинген
Иггинген (нем. Iggingen) — община в Германии, в земле Баден-Вюртемберг. 
Подчиняется административному округу Штутгарт. Входит в состав района Восточный Альб.  Население составляет 2560 человек (на 31 декабря 2010 года). Занимает площадь 11,44 км².